# كينتا كاتو
كينتا كاتو (باليابانية: 加藤 健太) (مواليد 19 يونيو 1987)، هو لاعب كرة قدم سابق كان يلعب كلاعب وسط.

## وصلات خارجية
- كينتا كاتو على موقع Soccerway.com (الإنجليزية)